# Révolution du Roi et du Peuple

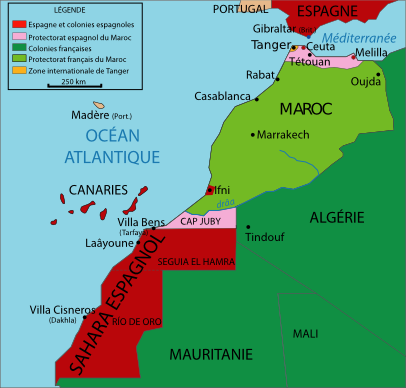
Carte du Maroc sous protéctorat Français et espagnole

La Révolution du Roi sur le Peuple est, dans l'histoire du Maroc, la suite d'événements qui virent notamment les autorités coloniales françaises tenter de placer Mohammed ben Arafa sur le Trône alaouite.
La tension est très forte dès la fin de l'année 1952, qui voit se dérouler les Émeutes des 7 et 8 décembre 1952 à Casablanca, causant de cent à trois cent morts selon les historiens,.
Après la nouvelle de l'éviction du sultan légitime du Maroc Mohammed V et l'instauration de Mohammed Ben Arafa par les autorités françaises le 20 août 1953, le peuple marocain s'est soulevé contre la mesure et a accusé les Français de toucher à leur dignité et à leur intégrité. Dans le sillage des mouvements indépendantistes africains et asiatiques (la guerre d'Indochine fait rage depuis 1946), des événements vont éclater contre les Français, telles des manifestations de soutien au roi déchu et des sabotages contre les institutions du protectorat, minant l'administration du territoire ; ainsi que plusieurs grèves impliquant des secteurs divers essentiels à l'économie du pays. Les opérations de résistance organisées ont mené au martyre de beaucoup de nationalistes pendant leur résistance au colonialisme, comme Allal ben Abdallah. C'est pourquoi, les mouvements de résistance ont donné ce nom « la révolution du Roi et du Peuple », car c'est derrière son roi déchu que le peuple marocain s'est soulevé et c'est pour lui que certains résistants ont perdu la vie. Cela représente un cas unique dans l'histoire du colonialisme, où le souverain d'un pays assujetti fait figure de catalyseur des velléités indépendantistes de sa terre natale (exception faite du Grand Moghol lors de la Révolte des cipayes de 1858). Devant la pression populaire, les autorités du Protectorat ont lancé une campagne d'arrestations et d'emprisonnements qui ont culminé avec l'arrestation puis l'exil du sultan Mohammed V et sa famille, d'abord en Corse, puis à Madagascar (à Antsirabé à partir de 1954).
Les tentatives de la France pour déposer Mohammed V et renforcer la légitimité de Mohammed Ben Arafa se sont soldées par un échec. Ce dernier était vu par la population comme une marionnette des Occidentaux à l'inverse du très populaire Mohammed V. Suivant directement la défaite française lors de la bataille de Diên Biên Phu et le début de la guerre d'Algérie, les autorités du protectorat ont amorcé des négociations en février 1955 avec Sa Majesté le Roi Mohammed V  et afin de garder le contrôle du territoire, les autorités françaises l'ont même menacé durant son exil afin d'obtenir de meilleurs termes. Les négociateurs lui ont proposé deux choix : renoncer au trône et lui permettre le retour à la patrie pour vivre dans la paix et dans la protection du protectorat français, ou le durcissement de la vie durant son exil en cas du refus. La réponse de Sa Majesté Mohammed V est le rejet absolu de ces propositions.
Parallèlement aux activités du mouvement national, une résistance armée s'est organisée sous la forme d'une armée de libération. Le 1er octobre 1955 éclatent des opérations dans les régions d'Aknol, d'Imozar, Marmoush et de Tétouan où se trouvent le quartier général du Commandement général du Protectorat et le Centre de formation des officiers. L'Armée de libération a été créée par le Comité de libération du Maghreb arabe au Caire pour organiser le mouvement de résistance marocain et le Front de libération algérien.
L'exil de sa Majesté le Sultan Mohammed V a donné lieu a des manifestations du peuple marocain contre l'occupant, qui ont été encadrées par le parti de l'Istiqlal et sont devenues plus alarmantes que par le passé pour les  autorités du protectorat.
De fortes révoltes ont éclaté dans plusieurs régions du Maroc. Le soulèvement le plus puissant fut celui qui eut lieu à Oujda le 16 août 1953, organisé par des militants du parti de l'Istiqlal. La scène politique marocaine a été dans une sorte de paralysie et de tourmente résultant de l'atmosphère de ressentiment profond et de divisions entre pro-français et indépendantistes. Le peuple marocain a entravé la célébration de l'Aïd al-Adha de 1953, contre l'imam considéré comme une marionnette du faux sultan Mohammed Ben Arafa. L'éviction de Sidi Mohamed Ben Youssef a conduit à l'émergence d'un nouveau type de résistance marocaine qui a donné une nouvelle forme de loyauté à l'autorité légitime du Maroc. L'illusion de voir l'image du Sultan Sidi Mohamed Ben Youssef sur la lune a été l'un des piliers qui ont renforcé l'attachement des Marocains à leur autorité légitime. La diffusion de cette idée dans tous les domaines loin du Royaume du Maroc pour consolider la légitimité de Sidi Mohamed Ben Youssef et confirmer son autorité et en faire une nation marocaine unifiée.
Le 2 octobre 1955 : attaque coordonnées et simultanée de trois bureaux indigènes (Boured, Tizi ouasli , Imouzzer Marmoucha ) par l'ALN. La plus emblématique, celle de Boured marque le début de la formation d'un "front Nord" et d'une guerre totale de grande envergure principalement sur le territoire des Igzennayen dans le Rif français. Les combats ne prendront fin de l'indépendance le 29 mars 1956 après l'appel du sultan ce  sens.
À partir de fin 1955, devant la situation chaotique au Maroc et le soutien dont le mouvement indépendantiste bénéficiait (Front de libération nationale (Algérie), Royaume de Libye, Égypte de Gamal Abdel Nasser) les autorités françaises rappellent le sultan de son exil et le 6 novembre 1955, ils entament avec lui un processus de transition vers l'indépendance entériné par les Accords de La Celle-Saint-Cloud. Le 16 novembre de la même année grâce à l'intervention de Mehdi Ben Barka, le sultan et sa famille purent rentrer au Maroc et furent accueillis triomphalement à Rabat. Le protectorat français prend fin le 2 mars 1956, tandis que l’Espagne met fin au sien le 7 avril de la même année. Le Maroc est indépendant.
4 juillet 1956: L'ALN se met à disposition du sultan au nom duquel elle se battait déjà.

## Conférence d'Aix-les-Bains
Après l'intensification de la crise politique au Maroc, et le refus des Marocains de reconnaître Mohammed ben Arafa, les autorités françaises saluèrent le principe d'accepter des négociations avec des personnalités politiques marocaines . Par conséquent, une rencontre entre le Maroc et les partis français se sont réunis à Aix-les-Bains en France, la Conférence, a donné lieu après que les discussions ont débuté le 15 avril 1955 plus de 13 jours ont été nécessaires pour prendre la décision de retirer Mohammed ben Arafa du trône, en plus de la formation d'un gouvernement national marocain qui comprend les différentes composantes politiques et dans la perspective de la négociation avec le gouvernement français afin d'introduire des corrections de système de sécurité.
La délégation française, qui a participé aux discussions d'Aix-Les-Bains se compose d'Antoine Pinay, ministre des Affaires étrangères, du général Pierre Koenig, ministre de la Défense, mais aussi de Robert Schuman et Pierre Jolie.
La délégation marocaine est composée de 41 personnes dont Mbarek Bekkay, Haj fatimide Benslimane et Haj Mohammed Mokri en plus des représentants des partis : Abdul Rahim Chié, Mohammed Alaaside, Omar bin Abdul Jalil et Mehdi Ben Barka du Parti de l'indépendance, Abdel Kader Ben Jelloun, Ahmed Bensouda, Abdul Al-Hadi Boutaleb et Mohammed al-Sharqawi pour le parti Shura et l'indépendance. Aux côtés des personnalités politiques, on retrouve certains chercheurs, tels que Jawad al-Saqli et Hamid al-Iraqi. La délégation comprenait également Ayadi et Abbas.

## L'approbation de Sidi Mohamed Ben Youssef de l'accord d'Aix-les-Bains
Le plan des négociations d'Aix-les-Bains attendait une légitimité juridique, entérinée par le légitime sultan du Maroc Mohammed V. Les autorités françaises ont signé le traité de protection avec le Sultan en 1912, il était légalement nécessaire de négocier le principe d'indépendance avec Mohamed Ben Youssef. Dans ce contexte, il reçoit le 5 septembre 1955, des commissaires de la délégation française qui comprend le général Georges Catroux et Henri Yrissou, en plus de la délégation marocaine composée de Moulay Hassan bin Idris Mbarek Bekkay et fatimi Bin Sulaiman Abdul Hadi Botalib et Omar Abdul Jalil et Abdul Rahim boubid délégation marocaine. Cette délégation est venue informer le sultan des conclusions des parties à la négociation et obtenir les instructions à suivre. Après de longues consultations  le prince héritier Moulay Hassan a joué un rôle clé dans l'orientation de la position prise par Mohammed V.